# Danh sách phối ngẫu nước Phổ
Vương hậu Phổ (tiếng Đức: Königin von Preußen) là vương hậu của người cai trị Vương quốc Phổ, từ khi thành lập vào năm 1701 cho đến khi bãi bỏ vào năm 1918. Vì tất cả những người cai trị Phổ phải là nam giới, nên chưa bao giờ có một Nữ vương của Phổ. Cho đến năm 1806, Nữ vương Phổ cũng là Nữ tuyển hầu của Brandenburg; sau năm 1871, bà cũng là Hoàng hậu Đức. Cho đến năm 1772, danh hiệu của bà là Nữ vương ở Phổ (xem Vua của Phổ).

## Công tước phu nhân của Phổ
| Hình ảnh | Hình Tên                                       | Thân phụ                                                                            | Sinh                 | Kết hôn              | Ngày trở thành Công tước phu nhân   | Ngày không còn là Công tước phu nhân    | Mất                    | Phối ngẫu             |
| -------- | ---------------------------------------------- | ----------------------------------------------------------------------------------- | -------------------- | -------------------- | ----------------------------------- | --------------------------------------- | ---------------------- | --------------------- |
|          | Dorothea của Đan Mạch                          | Frederik I của Đan Mạch (Oldenburg)                                                 | 1 tháng 8 năm 1504   | 1 tháng 7 năm 1526   | 1 tháng 7 năm 1526                  | 11 tháng 4 năm 1547                     | 11 tháng 4 năm 1547    | Albrecht I            |
|          | Anna Marie xứ Braunschweig-Calenberg-Göttingen | Eric I, Công tước xứ Braunschweig-Lüneburg (Welf)                                   | 23 tháng 4 năm 1532  | 26 tháng 2 năm 1550  | 26 tháng 2 năm 1550                 | 20 tháng 3 năm 1568 chồng mất           | 20/21 tháng 3 năm 1568 | Albrecht I            |
|          | Marie Eleonore xứ Kleve                        | Wilhelm, Công tước xứ Jülich-Kleve-Berg (Berg)                                      | 25 tháng 6 năm 1550  | 14 tháng 10 năm 1573 | 14 tháng 10 năm 1573                | 1 tháng 6 năm 1608                      | 1 tháng 6 năm 1608     | Albrecht II Friedrich |
|          | Anna của Phổ                                   | Albrecht Friedrich, Công tước Phổ (Hohenzollern)                                    | 3 tháng 7 năm 1576   | 30 tháng 10 năm 1594 | 28 tháng 8 năm 1618 chồng lên ngôi  | 23 tháng 12 năm 1619 chồng mất          | 30 tháng 8 năm 1625    | Johann Sigismund      |
|          | Elisabeth Charlotte của Palatinate             | Friedrich IV, Tuyển hầu xứ Palatine (Palatinate-Simmern)                            | 19 tháng 11 năm 1597 | 24 tháng 7 năm 1616  | 23 tháng 12 năm 1619 chồng lên ngôi | 1 tháng 12 năm 1640 chồng mất           | 26 tháng 4 năm 1660    | Georg Wilhelm         |
|          | Louise Henriëtte xứ Orange-Nassau              | Frederik Hendrik, Thân vương xứ Oranje (Oranje-Nassau)                              | 7 tháng 12 năm 1627  | 7 tháng 12 năm 1646  | 7 tháng 12 năm 1646                 | 18 tháng 6 năm 1667                     | 18 tháng 6 năm 1667    | Friedrich Wilhelm     |
|          | Sophia Dorothea xứ Schleswig-Holstein          | Philipp, Công tước xứ Schleswig-Holstein (Schleswig-Holstein-Sonderburg-Glücksburg) | 28 tháng 9 năm 1636  | 13 tháng 6 năm 1668  | 13 tháng 6 năm 1668                 | 29 tháng 4 năm 1688 chồng mất           | 6 tháng 8 năm 1689     | Friedrich Wilhelm     |
|          | Sophie Charlotte của Hannover                  | Ernst August, Tuyển hầu xứ Hanover (Hannover)                                       | 30 tháng 10 năm 1668 | 8 tháng 10 năm 1684  | 29 tháng 4 năm 1688 chồng lên ngôi  | 18 tháng 1 năm 1701 trở thành Vương hậu | 1 tháng 2 năm 1705     |                       |

## Vương hậu Phổ
| Hình ảnh | Hình Tên                                   | Thân phụ                                                                        | Sinh                 | Kết hôn              | Trở thành Vương hậu                                                 | Không còn là Vương hậu                                                       | Chết                 | Phối ngẫu             |
| -------- | ------------------------------------------ | ------------------------------------------------------------------------------- | -------------------- | -------------------- | ------------------------------------------------------------------- | ---------------------------------------------------------------------------- | -------------------- | --------------------- |
|          | Sophie Charlotte của Hannover              | Ernst August, Tuyển hầu xứ Hannover (Hannover)                                  | 30 tháng 10 năm 1668 | 8 tháng 10 năm 1684  | 18 tháng 1 năm 1701 được nâng lên từ Công tước phu nhân             | 1 tháng 2 năm 1705                                                           | 1 tháng 2 năm 1705   | Friedrich I           |
|          | Sofie Luise xứ Mecklenburg-Schwerin        | Friedrich xứ Mecklenburg-Grabow (Mecklenburg-Schwerin)                          | 6 tháng 5 năm 1685   | 28 tháng 11 năm 1708 | 28 tháng 11 năm 1708                                                | 25 tháng 2 năm 1713 chồng mất                                                | 29 tháng 7 năm 1735  | Friedrich I           |
|          | Sophia Dorothea của Đại Anh                | George I của Đại Anh (Hannover)                                                 | 16 tháng 3 năm 1687  | 28 tháng 11 năm 1706 | 25 tháng 2 năm 1713 chồng lên ngôi                                  | 31 tháng 5 năm 1740 chồng mất                                                | 28 tháng 6 năm 1757  | Friedrich Wilhelm I   |
|          | Elisabeth Christine xứ Braunschweig-Bevern | Ferdinand Albrecht II, Công tước xứ Braunschweig-Lüneburg (Braunschweig-Bevern) | 8 tháng 11 năm 1715  | 12 tháng 6 năm 1733  | 31 tháng 5 năm 1740 chồng lên ngôi 19 tháng 2 năm 1772 Nữ hoàng Phổ | 19 tháng 2 năm 1772 Không còn là Vương hậu Phổ 17 tháng 8 năm 1786 chồng mất | 13 tháng 1 năm 1797  | Friedrich II          |
|          | Friederike Luise của Hessen-Darmstadt      | Ludwig IX xứ Hessen-Darmstadt (Hessen-Darmstadt)                                | 16 tháng 10 năm 1751 | 14 tháng 7 năm 1769  | 17 tháng 8 năm 1786 chồng lên ngôi                                  | 16 tháng 11 năm 1797 chồng mất                                               | 25 tháng 2 năm 1805  | Frederick William II  |
|          | Luise xứ Mecklenburg-Strelitz              | Karl II, Đại Công tước xứ Mecklenburg-Strelitz (Mecklenburg-Strelitz)           | 10 tháng 3 năm 1776  | 24 tháng 12 năm 1793 | 16 tháng 11 năm 1797 chồng lên ngôi                                 | 9 tháng 7 năm 1810                                                           | 9 tháng 7 năm 1810   | Frederick William III |
|          | Elisabeth Ludovika xứ Bayern               | Maximilian I Joseph của Bavaria (Wittelsbach)                                   | 13 tháng 11 năm 1801 | 29 tháng 11 năm 1823 | 7 tháng 6 năm 1840 chồng lên ngôi                                   | 2 tháng 1 năm 1861 chồng mất                                                 | 14 tháng 12 năm 1873 | Friedrich Wilhelm IV  |

## Vương hậu Phổ và Hoàng hậu Đức
| Hình ảnh | Hình Tên                               | Thân phụ                                                                                     | Sinh                 | Kết hôn             | Trở thành Vương hậu                | Không còn là Vương hậu                   |                     | Phối ngẫu     |
| -------- | -------------------------------------- | -------------------------------------------------------------------------------------------- | -------------------- | ------------------- | ---------------------------------- | ---------------------------------------- | ------------------- | ------------- |
|          | Augusta của Sachsen-Weimar-Eisenach    | Karl Friedrich, Đại Công tước Sachsen-Weimar-Eisenach (Sachsen-Weimar-Eisenach)              | 30 tháng 9 năm 1811  | 11 tháng 6 năm 1829 | 2 tháng 1 năm 1861 chồng lên ngôi  | 9 tháng 3 năm 1888 chồng mất             | 7 tháng 1 năm 1890  | Wilhelm I     |
|          | Victoria Adelaide của Liên hiệp Anh    | Albrecht xứ Sachsen-Coburg và Gotha (Sachsen-Coburg và Gotha)                                | 21 tháng 11 năm 1840 | 25 tháng 1 năm 1858 | 9 tháng 3 năm 1888 chồng lên ngôi  | 15 tháng 6 năm 1888 chồng mất            | 5 tháng 8 năm 1901  | Friedrich III |
|          | Auguste Viktoria xứ Schleswig-Holstein | Friedrich VIII, Công tước xứ Schleswig-Holstein (Schleswig-Holstein-Sonderburg-Augustenburg) | 22 tháng 10 năm 1858 | 27 tháng 2 năm 1881 | 15 tháng 6 năm 1888 chồng lên ngôi | 9 tháng 11 năm 1918 husband's abdication | 11 tháng 4 năm 1921 | Wilhelm II    |